# Catedral de Riga
|  | No s'ha de confondre amb Catedral de Sant Jaume de Riga. |

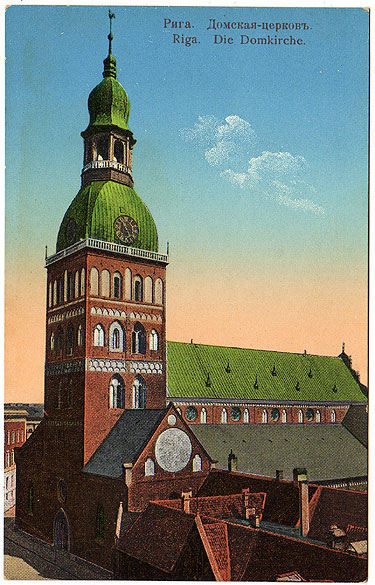
Vista de la teulada vist des del sud-oest en una postal antiga de la Catedral

La Catedral de Riga (Rīgas Doms en letó Dom zu Riga en alemany) és la catedral evangelista luteranista de Riga, Letònia. És la seu de l'arquebisbe de Riga.
La catedral és una de les icones més reconegudes de Letònia, i és subjecte o tema de pintures, fotografies i programes televisius.

## Història i arquitectura
El bisbe livonià Albert de Riga, arribat de la Baixa Saxònia a l'Alemanya nord-oriental en va ordenar la construcció a prop el riu Dvinà el 1211. És considerada l'església medieval més gran dels Estats bàltics. S'hi van fer moltes modificacions al llarg de la història.
David Caspari va ser rector de l'escola de catedral a final del segle xvii. El seu fill Georg Caspari també va servir a la catedral.

## Cor
El Cor de Nois de la Catedral ha actuat internacionalment, enregistrant la Missa de Riga, obra de Uģés Prauliņš, entre d'altres.